# Draževo (Foča, BiH)
Draževo su naseljeno mjesto u općini Foča, Republika Srpska, BiH. Popisano je kao samostalno naselje na popisu 1961. kao Draževo (F), a na kasnijim popisima ne pojavljuje se, jer je 1962. pripojeno Čelebićima (Sl.list NRBiH, br.47/62).

## Stanovništvo
| Narod     | Popis 1961. |
| --------- | ----------- |
| Hrvati    |             |
| Muslimani |             |
| Srbi      | 89          |
| ostali    |             |
| Ukupno    | 89          |